# General Works Aviación
General Work Aviacion is een luchtvaartmaatschappij uit Equatoriaal-Guinea met haar thuisbasis in Malabo. De luchtvaartmaatschappij staat op de Europese zwarte lijst (14 juli 2009) en mag dus niet naar landen van de EU vliegen.

## Geschiedenis
General Work Aviacion is opgericht in 2006.

## Vloot
De vloot van General Work Aviacion bestaat uit:(mei 2007)
- 1 Fokker F-28-4000